# Wahlbezirk Böhmen 54
Der Wahlbezirk Böhmen 54 war ein Wahlkreis für die Wahlen zum Abgeordnetenhaus im österreichischen Kronland Böhmen. Der Wahlbezirk wurde 1907 mit der Einführung der Reichsratswahlordnung geschaffen und bestand bis zum Zusammenbruch der Habsburgermonarchie.

## Geschichte
Nachdem der Reichsrat im Herbst 1906 das allgemeine, gleiche, geheime und direkte Männerwahlrecht beschlossen hatte, wurde mit 26. Jänner 1907 die große Wahlrechtsreform durch Sanktionierung von Kaiser Franz Joseph I. gültig. Mit der neuen Reichsratswahlordnung schuf man insgesamt 516 Wahlbezirke, wobei mit Ausnahme Galiziens in jedem Wahlbezirk ein Abgeordneter im Zuge der Reichsratswahl gewählt wurde. Der Abgeordnete musste sich dabei im ersten Wahlgang oder in einer Stichwahl mit absoluter Mehrheit durchsetzen. Der Wahlkreis Böhmen 54 umfasste die Gerichtsbezirke Přibram und Hořowitz, wobei die zum Wahlbezirk 32 gehörenden Gemeinden Přibram und Hořowitz vom Wahlbezirk ausgenommen waren.
Aus der Reichsratswahl 1907 ging aus dem ersten Wahlgang der Sozialdemokrat Hynek Klička mit 64 Prozent als Sieger hervor. Bei der Reichsratswahl 1911 konnte er sein Mandat erfolgreich im ersten Wahlgang mit 57 Prozent verteidigen.

## Wahlergebnisse

### Reichsratswahl 1907
Die Reichsratswahl 1907 wurde am 14. Mai 1907 (erster Wahlgang) durchgeführt. Die Stichwahl entfiel auf Grund der absoluten Mehrheit für Klička im ersten Wahlgang.
| Kandidat                                                                       | Partei                                  | Wahlkreis- stimmen | Prozent |
| ------------------------------------------------------------------------------ | --------------------------------------- | ------------------ | ------- |
| Hynek Klička                                                                   | Tschechische Sozialdemokratische Partei | 6919               | 63,6 %  |
| Matouš Černík                                                                  | Tschechische Agrarpartei                | 2700               | 24,8 %  |
| Josef Mareš                                                                    | Jungtschechen                           | 711                | 6,5 %   |
| Leopold Havelka                                                                | Agrarier                                | 528                | 4,9 %   |
|                                                                                | Sonstige Parteien                       | 23                 | 0,2 %   |
| Wahlberechtigte: 11.912, Ungültige/Leere Stimmen: 119, Wahlbeteiligung: 92,3 % |                                         |                    |         |

### Reichsratswahl 1911
Die Reichsratswahl 1911 wurde am 13. Juni 1911 (erster Wahlgang) durchgeführt. Die Stichwahl entfiel auf Grund der absoluten Mehrheit für Klička im ersten Wahlgang.
| Kandidat                                                                       | Partei                                  | Wahlkreis- stimmen | Prozent |
| ------------------------------------------------------------------------------ | --------------------------------------- | ------------------ | ------- |
| Hynek Klička                                                                   | Tschechische Sozialdemokratische Partei | 5952               | 56,5 %  |
| Karel Hevera                                                                   | Tschechische Agrarpartei                | 3265               | 31,0 %  |
| Václav Špaček                                                                  | Tschechische Christlichsoziale Partei   | 1283               | 12,2 %  |
|                                                                                | Sonstige Parteien                       | 32                 | 0,3 %   |
| Wahlberechtigte: 12.234, Ungültige/Leere Stimmen: 160, Wahlbeteiligung: 87,4 % |                                         |                    |         |